# Lomná (okres Námestovo)
Lomná je obec na Slovensku v okrese Námestovo.

## Historie
První známá písemná zmínka o obci pochází z roku 1600. V obci je moderní římskokatolický kostel Božského srdce Ježíšova.

## Geografie
Obec se nachází v nadmořské výšce 690 metrů a rozkládá se na ploše 21,56 km². K 31. prosinci roku 2017 žilo v obci 914 obyvatel.